# بيدرو سانز
بيدرو سانز هو سياسي إسباني، ولد في 27 ديسمبر 1953 في Igea ‏ في إسبانيا. نشط حزبياً في الحزب الشعبي. وقد انتخب Deputy of the Parliament of La Rioja ‏ وانتخب عضو مجلس الشيوخ الإسباني ‏.